# Nils Eberhard Lovén
Nils Eberhard Lovén, född 15 januari 1846 i Lund, död 17 februari 1925 i Landskrona, var en svensk organist, kompositör och skriftställare. Han var son till Nils Henrik Lovén, bror till Fredrik Lovén, far till Eberhard Lovén och farbror till Sven A. Lovén.
Lovén blev student vid Lunds universitet 1867, var 1870–1884 extra ordinarie amanuens vid Lunds universitetsbibliotek, tog organistexamen vid Musikkonservatoriet i Stockholm 1879, blev musikdirektör 1882 och studerade tidvis 1881–1885 musik i Berlin hos Philipp Spitta och Heinrich Bellermann. Han var musikföreståndare vid Södra skånska infanteriregementet 1882–1896 samt 1888–1921 organist i Landskrona och 1888–1912 musiklärare vid allmänna läroverket där. Han komponerade solosånger, skolinvignings- och universitetskantater, orgelfugor, violinkvartetter, ouvertyrer och andra orkesterstycken. Lovén är begravd på Landskrona kyrkogård.